# Salticus lilliputanus
Salticus lilliputanus är en spindelart som beskrevs av Lucas 1846. Salticus lilliputanus ingår i släktet Salticus och familjen hoppspindlar. Inga underarter finns listade i Catalogue of Life.